# Fanja SC
Der Fanja Sports Club (arabisch نادي فنجاء الرياضي, DMG Nādī Fanǧāʾ ar-riyāḍī) ist ein omanischer Sportklub mit Sitz in der Stadt Fandscha innerhalb des Gouvernements ad-Dachiliyya.

## Geschichte

### Gründung und Status als Rekordmeister
Der Klub wurde im Jahr 1972 gegründet. Die Premierensaison der ersten Fußball-Liga 1975/76 beendete der Klub als Meister, ebenso wie die Folgesaison. Nachdem sich Rowi aus Maskat in der dritten Ausgabe Meister wurde, konnte man sich in der Spielzeit 1979/80 ein drittes Mal die Meisterschaft sichern. Im gleichen Rhythmus wie in der Meisterschaft gelang dem Klub der Gewinn des Pokals. Der nächste Meistertitel folgte in der Saison 1983/84. Nachdem Dhofar die nächste Meisterschaft gewonnen hatte, folgten wiederum drei weitere Titel. Auch im Pokal sicherte  man sich von 1985 bis 1987 immer den Pokal genau wie 1989 und 1991. In der Spielzeit 1990/91 gewann man als Rekordmeister den achten Titel.

### Niedergang und Wechsel zwischen den Ligen
Danach sackte die Leistung der Mannschaft stark ab und irgendwann folgte der Abstieg in die zweite Liga. Zur Runde 1996/97 kehrte man in die erste Liga zurück, jedoch folgte als Vorletzter direkt der Abstieg. Es gelang der direkte Wiederaufstieg zur Saison 1998/99 und hier platzierte man sich mit 25 Punkten auf dem vierten Platz. Nach der Folgesaison stieg der Klub mit zwölf Punkten als Tabellenletzter wieder ab.
In der Saison 2009/10 gelang in der zweitklassigen First Division als Zweitplatzierter seiner Gruppe die Qualifikation für die Aufstiegsrunde. Mit dem dritten Platz verpasste man jedoch den direkten Aufstieg und musste in einem Hin- und Rückspiel gegen den Erstligisten al-Oruba den letzten Startplatz der obersten Spielklasse ausspielen. Nach einer 1:2-Auswärtsniederlage im Hinspiel reichte ein 0:0 im Rückspiel nicht für den Aufstieg. In der Spielzeit 2010/11 erreichte man als Zweitligist das Finale des Pokals, verlor dieses jedoch mit 3:5 nach Elfmeterschießen gegen al-Oruba. In dieser Runde erreichte man zudem den Aufstieg in die erste Spielklasse.

### Erneute Meisterschaften und erneuter Abstieg
In der Saison 2011/12 erreichte das Team als Aufsteiger mit 43 Punkten den Meistertitel. Da man mit al-Shabab die gleiche Punktzahl aufwies, musste ein Entscheidungsspiel her, welches man mit 7:6 nach Elfmeterschießen für sich entschied. In der Spielzeit 2012/13 teilte man sich mit je 50 Punkten mit al-Suwaiq die Tabellenspitze. Das Entscheidungsspiel ging diesmal mit 1:3 verloren und Suwaiq sicherte sich den Titel. In der Runde 2013/14 gelang der Gewinn des Pokals, in der Meisterschaft landete man auf dem zweiten Platz. In der Saison 2015/16 entschied man mit 51 Punkten die Meisterschaft für sich.
In der Folgesaison erreichte das Team einen Platz im Mittelfeld und in der Spielzeit 2017/18 konnte man mit 31 Punkten über den letzten Abstiegsplatz den Ligaverbleib nicht sichern. In der darauffolgenden Spielzeit unterlag man im Finale des Pokals dem Sur SC. In der zweiten Liga gelang nach der Qualifikation für die Aufstiegsrunde diese mit 15 Punkten auf dem dritten Platz abzuschließen, um direkt wieder aufzusteigen. Zwar platzierte sich die Mannschaft in der Saison 2019/20 mit 39 Punkten auf dem vierten Platz, jedoch musste der Klub nach Saisonende aufgrund finanzieller Probleme die Mannschaft zurückziehen. Über den aktuellen Status und die Ligazugehörigkeit ist nichts bekannt.

## Erfolge
- Oman Professional League:  1976/77, 1978/9, 1983/84, 1985/86, 1986/87, 1987/88, 1990/91, 2011/12, 2015/16.
- Oman Cup:  1975, 1976, 1978, 1985, 1986, 1987, 1989, 1991, 2013/14
- Oman FA Cup: 2014/15
- Omani Super Cup: 2012, 2015